# Canicosa de la Sierra
Canicosa de la Sierra település Spanyolországban, Burgos tartományban. Canicosa de la Sierra Quintanar de la Sierra, Regumiel de la Sierra, Soria, Navaleno, Casarejos, San Leonardo de Yagüe, Vilviestre del Pinar és Sierra de Urbión községekkel határos. Lakosainak száma 424 fő (2024).

## Népesség
A település népessége az utóbbi években az alábbiak szerint változott:
| Lakosok száma | 628  | 575  | 566  | 601  | 557  | 543  | 489  | 449  | 436  | 424  |
|               | 2001 | 2004 | 2006 | 2009 | 2011 | 2014 | 2016 | 2019 | 2021 | 2024 |